# Meitingen
Meitingen er en købstad i Landkreis Augsburg i Regierungsbezirk Schwaben i den tyske delstat Bayern, med med godt 11.000 indbyggere.

## Geografi
Meitingen ligger i Lechdalen halvejs mellem byerne Augsburg og Donauwörth.

### Bydele og landsbyer
- Erlingen med bebyggelserne Ehekirch og Herdmähder
- Herbertshofen
- Langenreichen med bebyggelserne Zeisenried og Reichenmühle
- Ostendorf
- Waltershofen

### Nabokommuner
- Biberbach (Landkreis Augsburg)
- Ellgau (Landkreis Augsburg)
- Kühlenthal (Landkreis Augsburg)
- Langweid am Lech (Landkreis Augsburg)
- Thierhaupten (Landkreis Augsburg)
- Todtenweis (Landkreis Aichach-Friedberg)
- Wertingen (Landkreis Dillingen an der Donau)
- Westendorf (Landkreis Augsburg)